# Phloiotrya plamuscula
Phloiotrya plamuscula is een keversoort uit de familie zwamspartelkevers (Melandryidae). De wetenschappelijke naam van de soort werd in 1959 gepubliceerd door Nomura & Kato.